# Queso de Madelva
El queso de Madelva es un tipo de queso que se elabora en el Principado de Asturias, España. Es un queso del grupo de los "quesos azules". Se elabora con una mezcla de leches de vaca y oveja.

## Presentación
Se vende envuelto en papel de aluminio de diferente color dependiendo del tiempo de maduración:
- Papel de color dorado, si ha estado 120 días madurando.
- Papel de color plateado, si la maduración ha sido de 70 días.

- Datos: Q11701597